# San Theodoros
 (septembre 2011).
Si vous disposez d'ouvrages ou d'articles de référence ou si vous connaissez des sites web de qualité traitant du thème abordé ici, merci de compléter l'article en donnant les références utiles à sa vérifiabilité et en les liant à la section « Notes et références ».
Ne doit pas être confondu avec Principauté de Théodoros.
Le San Theodoros est une république fictive créée par Hergé pour l'univers des Aventures de Tintin.
Situé en Amérique du Sud, le San Theodoros est en grande partie recouvert par la forêt vierge et est traversé par le fleuve Badurayal.

## Le San Theodoros dans l'œuvre d'Hergé

### L'Oreille cassée
L'Etat du San Theodoros apparaît dans L'Oreille cassée, le sixième album des Aventures de Tintin, dont la prépublication commence le 5 décembre 1935 dans Le Petit Vingtième, le supplément hebdomadaire du journal Le Vingtième Siècle destiné aux enfants. Le vol d'un fétiche arumbaya au musée ethnographique de Bruxelles, finalement restitué le lendemain, en même temps que le meurtre du sculpteur Balthazar, met Tintin sur la piste de deux bandits, Alonzo Pérez et Ramón Bada. Ces derniers hommes s'embarquent pour le San Theodoros à bord du paquebot Ville-de-Lyon, sur lequel est aussi monté le voleur du fétiche et assassin de Balthazar, Rodrígo Tortilla. Tintin les poursuit mais ne peut les empêcher de tuer Tortilla. Il les fait cependant arrêter à l'arrivée du navire à Las Dopicos, capitale santheodorienne, mais les deux hommes sont rapidement libérés par des complices. Quant au fétiche qu'ils ont repris au voleur, il s'agit lui aussi d'un faux.
Accusé de terrorisme et condamné à être fusillé Tintin se retrouve au cœur d'une révolution au cours de laquelle la victoire change de camp successivement. Il est finalement sauvé par l'accession au pouvoir du général Alcazar, et promu colonel par ce dernier qui en fait son nouvel aide de camp. Le jeune reporter est rapidement confronté à Alonzo Pérez et Ramón Bada qui, croyant qu'il possède toujours le fétiche volé par Tortilla le font enlever pour l'obliger à le leur rendre. Tintin leur échappe et les capture de nouveau.
De retour à Las Dopicos, il échappe à un attentat visant Alcazar et doit gérer les affaires du pays pendant la convalescence du général. Il reçoit la visite de monsieur Chicklet, le représentant d'une importante compagnie pétrolière qui lui demande de convaincre Alcazar de déclarer la guerre au Nuevo Rico afin que sa compagnie puisse exploiter les ressources du Gran Chapo, un désert frontalier des deux États. Devant le refus du reporter, Chicklet promet de se venger de lui et de le faire disparaître. Convaincu que Tintin est un espion travaillant pour le Nuevo Rico, Alcazar fait aussitôt arrêter son aide de camp et le condamne à mort. Alors qu'il parvient à s'évader, Tintin est poursuivi par l'armée du San Theodoros puis celle du Nuevo Rico. Il se réfugie dans la jungle, chez les Arumbayas où il rencontre un explorateur anglais que tout le monde croit mort,  Ridgewell. Grâce à ce dernier, Tintin découvre le secret du fétiche : celui-ci renferme un précieux diamant dérobé aux Arumbayas.

### Tintin et les Picaros
Tintin fait son retour au San Theodoros dans Tintin et les Picaros, dont la prépublication commence en 1975. Il y est attiré par le général Tapioca, qui s'est emparé du pouvoir avec l'aide de la Bordurie. Le dictateur, qui a fait arrêter Bianca Castafiore et les Dupondt, accuse le capitaine Haddock d'être l'instigateur d'un complot visant à le renverser. Après quelques vifs échanges par télégrammes, Haddock et le professeur Tournesol acceptent l'invitation de Tapioca, mais Tintin, qui craint un piège, refuse de les accompagner. Ils sont accueillis à bras ouverts par l'aide de camp du général, qui les fait installer dans une villa luxueuse où ils sont nourris et logés en attendant que Tapioca leur accorde un entretien. Peu à peu, Haddock comprend que l'invitation était bien un piège visant à le réduire au silence car ses déplacements sont restreints. Tintin le rejoint et lui démontre que la villa est surveillée par les hommes de main du régime qui ont installé des caméras et des micros dans les différentes pièces.
Les héros parviennent à s'échapper lors de la visite d'une pyramide précolombienne et rejoignent les Picaros, partisans du général Alcazar réfugiés dans la jungle, en traversant le territoire des Arumbayas. À leur arrivée au camp, ils découvrent les Picaros ivres morts, en raison des cargaisons de whisky largués par Tapioca afin de les affaiblir et d'empêcher son rival de mener à bien la révolution qui lui permettrait de reprendre le pouvoir. Grâce à l'intervention du professeur Tournesol, inventeur d'un médicament qui rend intolérant à l'alcool, et de l'arrivée providentielle de Séraphin Lampion, invité avec ses « Turlurons » à participer au carnaval de Tapiocapolis, Tintin, Alcazar et les Picaros finissent par investir le palais présidentiel et à renverser Tapioca, au terme d'un nouveau coup d'État, Tintin et Haddock font libérer la Castafiore, Irma, Wagner et les Dupondt, qui avaient été condamnés à mort au terme d'un simulacre de procès.

## Caractéristiques

### Géographie
Le San Theodoros est un pays imaginaire d'Amérique latine qui possède une liaison maritime avec Le Havre.

## Inspirations

### Situation politique de l'Amérique latine

#### Les années 1930

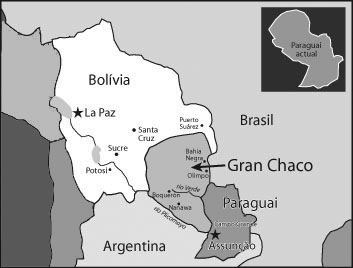
Situation géographique avant la guerre du Chaco, qui a inspiré le conflit dans l'album.

En créant le San Theodoros, Hergé s'inspire de l'actualité de son époque et la transpose dans un univers fictif. Quand il écrit le scénario de L'Oreille cassée, l'auteur inscrit son récit dans le contexte géopolitique particulièrement agité de l'Amérique du Sud. L'aventure est contemporaine d'une suite de pronunciamientos qui frappent notamment l'Argentine, avec le coup d'État qui renverse le président Hipólito Yrigoyen au profit d'une junte militaire dirigée par le général José Félix Uriburu en 1930 et qui marque le début de la « décennie infâme », mais également le Salvador, dont le coup d'État de 1931 porte au pouvoir Maximiliano Hernández Martínez, qui met en place une dictature militaire.
L'intrigue s'inspire également de la guerre du Chaco, un conflit extrêmement meurtrier qui oppose la Bolivie et le Paraguay de 1932 à 1935 et dont Hergé suit le déroulement dans le périodique satirique français Le Crapouillot. Le journal développe une idée largement répandue à l'époque et reprise par l'écrivain Anton Zischka dans La Guerre secrète pour le pétrole en 1934. Selon cette thèse, deux compagnies pétrolières occidentales, la Standard Oil, implantée en Bolivie, et la Royal Dutch Petroleum Company, présente au Paraguay, inciteraient les gouvernements respectifs à annexer la région pour s'en approprier les ressources pétrolières. En réalité, le Gran Chaco ne renferme aucun gisement de pétrole, et les causes de la guerre sont si nombreuses que la question de l'or noir n'a joué qu'un rôle mineur dans le déclenchement du conflit, si ce n'est à des fins de propagande de la part des belligérants,. Hergé reprend à son compte les informations du Crapouillot mais il les transpose dans un univers fictif afin de conserver une liberté totale sur les plans géographique, historique et géopolitique. Les deux États fictifs du San Theodoros et du Nuevo Rico remplacent la Bolivie et le Paraguay, tandis que la guerre du Chaco devient la guerre du Grand Chapo.
Parmi les sources d'inspiration du San Theodoros figurent également de la révolution mexicaine menée par Pancho Villa et Emiliano Zapata à partir de 1910. La représentation des révolutionnaires santheodoriens, coiffés de sombreros et portant des cartouchières, reprend en effet des scènes du film Viva Villa !, réalisé par Jack Conway en 1934.

#### Les années 1960-1970

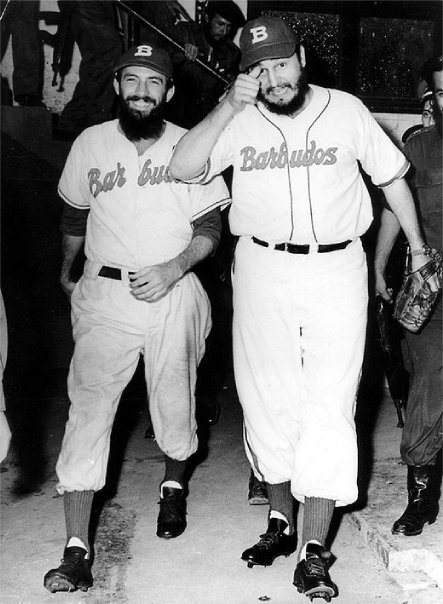
Fidel Castro et Camilo Cienfuegos avant un match de baseball vers 1959. Leurs maillots portent l'inscription « Barbudos ».

Comme celle de L'Oreille cassée, l'intrigue de Tintin et les Picaros fait allusion au contexte géopolitique de son époque. Le San Theodoros tapioquiste peut être vu comme un de ces nombreux pays d'Amérique du Sud qui ont été terre d'accueil pour des dignitaires nazis, qui ont eu le soutien tour à tour des blocs de l'Est ou de l'Occident, et sont aussi un terrain de luttes de pouvoirs personnels. Lors du procès en mondovision des Dupondt, le procureur général fait référence à la « noble idéologie de Plekszy-Gladz », ce dernier étant le dictateur de la Bordurie, véritable parodie des régimes totalitaires européens sous la plume d'Hergé. Par ailleurs, le coup d'État réussi à la fin de l'album par Alcazar évoque la révolution cubaine de Fidel Castro, accompli avec un faible nombre d'hommes (les « Barbudos »).
Le général Tapioca serait inspiré d'Alfredo Stroessner, dictateur du Paraguay depuis 1954. Alain Musset rapproche l'acte mégalomane du général Tapioca de renommer la capitale Las Dopicos en Tapiocapolis, puis Alcazaropolis par le général Alcazar, du changement de nom par le dictateur dominicain Rafael Trujillo de la capitale Saint-Domingue en Ciudad Trujillo. De même, en Union soviétique, les villes de Tsaritsyne et Saint-Pétersbourg avaient été rebaptisées Stalingrad et Leningrad, en l'honneur des deux dirigeants communistes Staline et Lénine. Quant aux uniformes des soldats de Tapioca comme des révolutionnaires, ils sont en grande partie tirés du grand reportage de Jean Lartéguy à propos du Che, intitulé Les Guérilleros et publié en 1967, qui regorge de photographies. Les uniformes de l'armée tapioquiste sont en partie repris de ceux de l'armée chilienne sous la dictature de Pinochet.

### Géographie, paysages et architecture

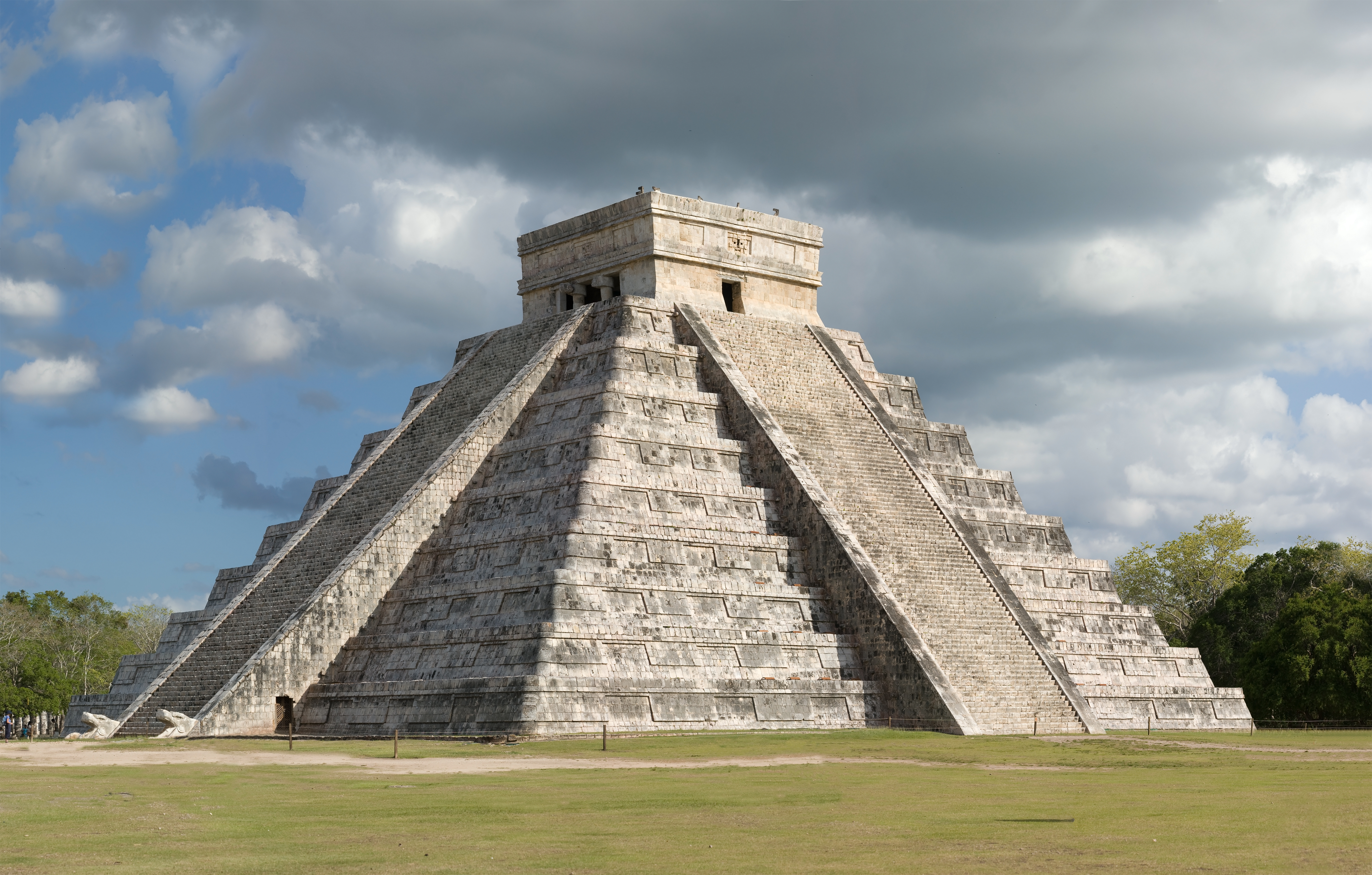
La pyramide de Kukulcán, nommée El Castillo par les conquistadors, sur le site de Chichén Itzá, sert d'inspiration pour la « pyramide paztèque de Trenxcoatl ».

L'Oreille cassée comme Tintin et les Picaros sont des exemples de « merveilleux géographique » qui mettent en scène une géographie imaginaire exotique et nourrie de références diverses. Hergé assemble différentes inspirations contradictoires de pays d'Amérique latine, et même d'Amérique centrale, pour la culture, l'habitat, les peuples, et le paysage, en plus de la situation politique.

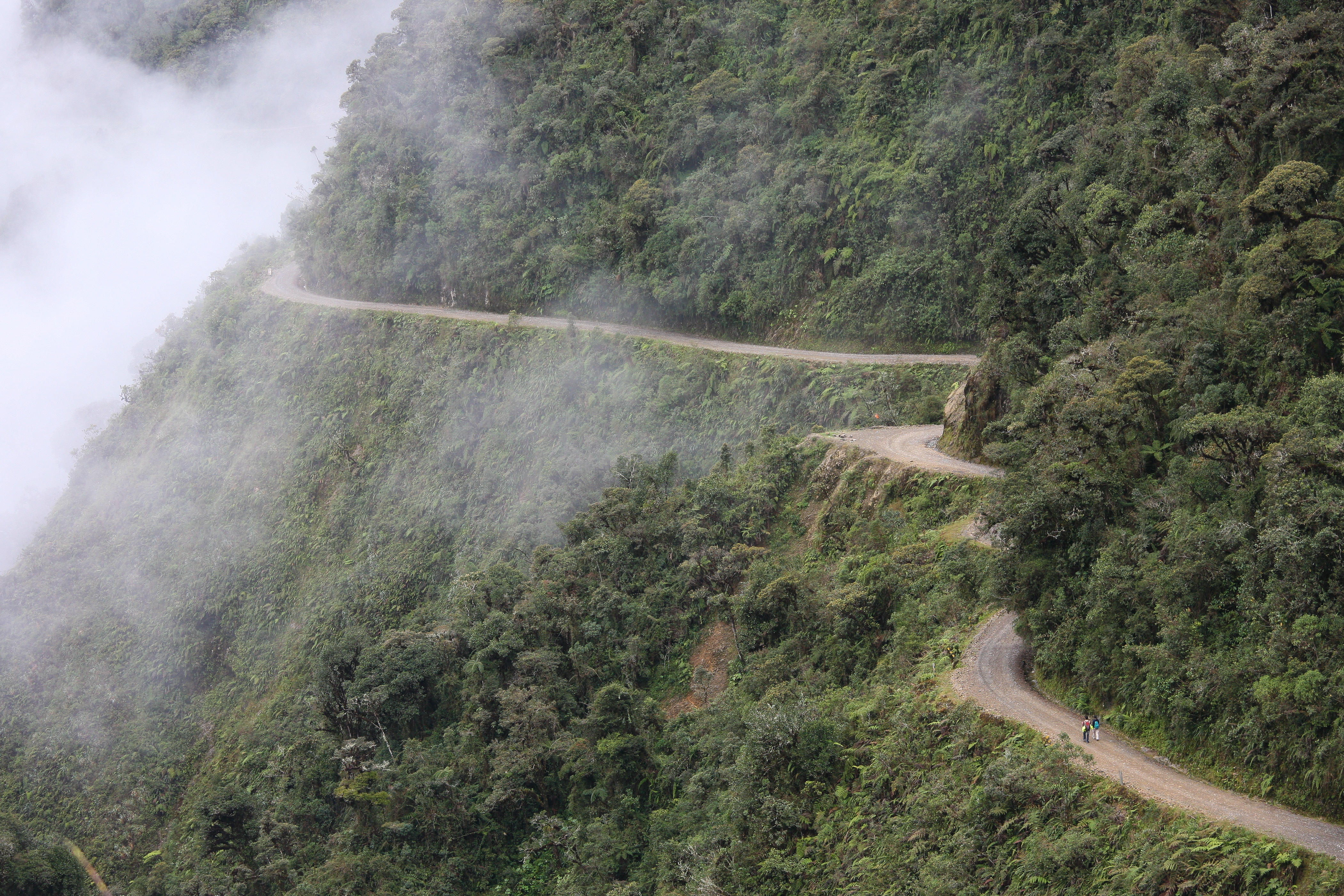
La route des Yungas inspire un décor de l'album.

Dans L'Oreille cassée, la route que Tintin emprunte après s'être échappé de la prison santheodorienne évoque la route bolivienne des Yungas, surnommée la « route de la Mort » en raison de ses pentes abruptes, de son étroitesse et de l'absence de garde-corps. Plusieurs toponymes sont construits à partir de jeux de mots. Ainsi le nom « Gran Chapo » évoque, par transparence, l'expression « grand chapeau ». Il en est de même pour les noms de certains personnages : le général Alcazar tire son nom d'un mot espagnol désignant un palais fortifié et qui est parfois attribué à des salles de spectacles.

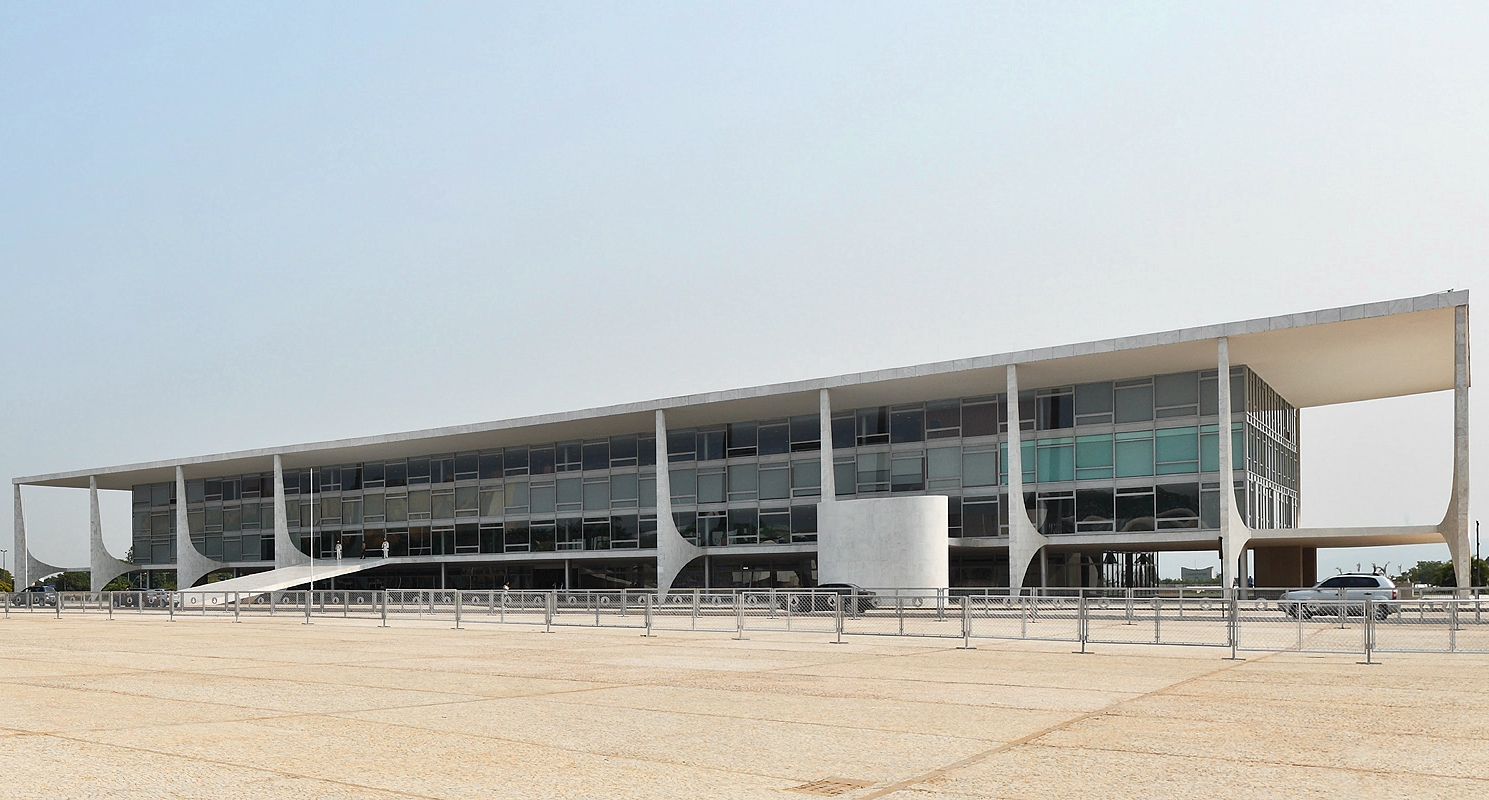
Le palais du Planalto est fidèlement reproduit dans l'une des vues de Tapiocapolis, la capitale santhéodorienne.

Dans Tintin et les Picaros, le centre-ville de la capitale santhéodorienne présente une architecture moderne, inspirée principalement de Brasilia, capitale du Brésil depuis 1960 et ville construite à partir de rien par les architectes Oscar Niemeyer et Lúcio Costa,,, mais également de Belo Horizonte, autre ville brésilienne sur laquelle a travaillé Niemeyer. Le palais présidentiel du Planalto, à Brasilia, est explicitement reproduit. Hergé y place à côté une immense œuvre d'art inspirée d'une réalisation du sculpteur Marcel Arnould. Le palais présidentiel du San Theodoros reprend la façade du palais du gouvernement du Pérou, à Lima,.
La « pyramide paztèque de Trenxcoatl » reprend l'aspect de la pyramide de Kukulcán, monument emblématique de la civilisation maya itzá, sur le site de Chichén Itzá (Yucatán, Mexique).

### Cultures et traditions

#### Les Arumbayas

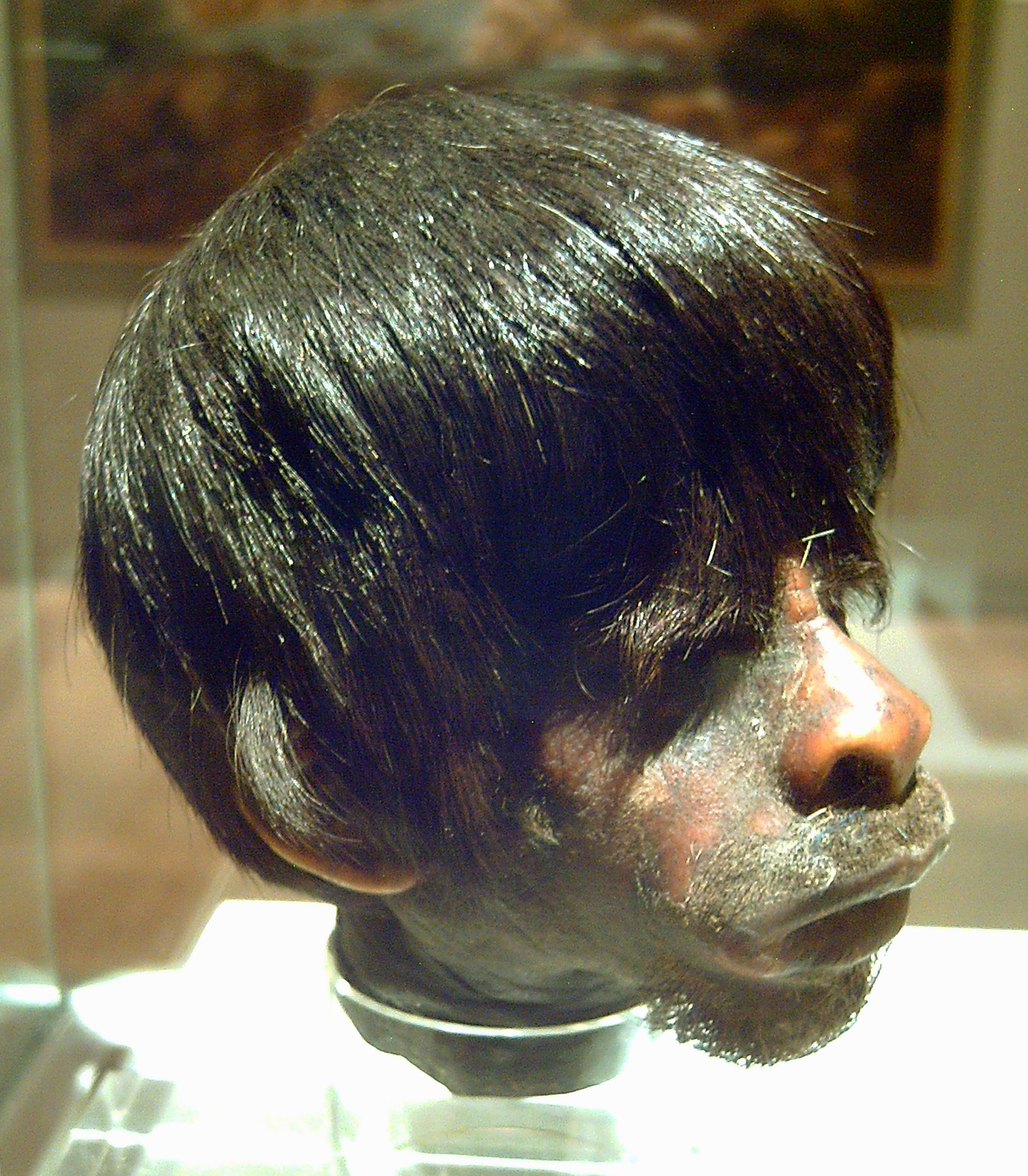
Une tête réduite des Jivaros.

Hergé mêle différentes inspirations parfois contradictoires provenant de toute l'Amérique du Sud. Le fétiche arumbaya reprend en grande partie la forme d'une statuette chimú (civilisation précolombienne, installée sur la côté nord du Pérou) exposée au musée du Cinquantenaire de Bruxelles,,. Frédéric Soumois, spécialiste de l'univers de Tintin, indique que le dessinateur s'est inspiré d'un ouvrage paru en 1938 de Matthew Stirling, Historical and Ethnographical Material on the Jivaro Indians, traitant du peuple des Jivaros, vivant dans les forêts de la haute Amazonie, pour dessiner ses Arumbayas et leurs sarbacanes. Les Jivaros inspirent également le nom de la tribu rivale des Arumbayas, celle des Bibaros, réducteurs de têtes.
Pour Tintin et les Picaros, Hergé s'appuie notamment sur des photographies publiées par National Geographic de huttes indiennes au Venezuela afin de dessiner l'habitat des Arumbayas, et d'autres de femmes indiennes préparant le repas dans un grand chaudron.

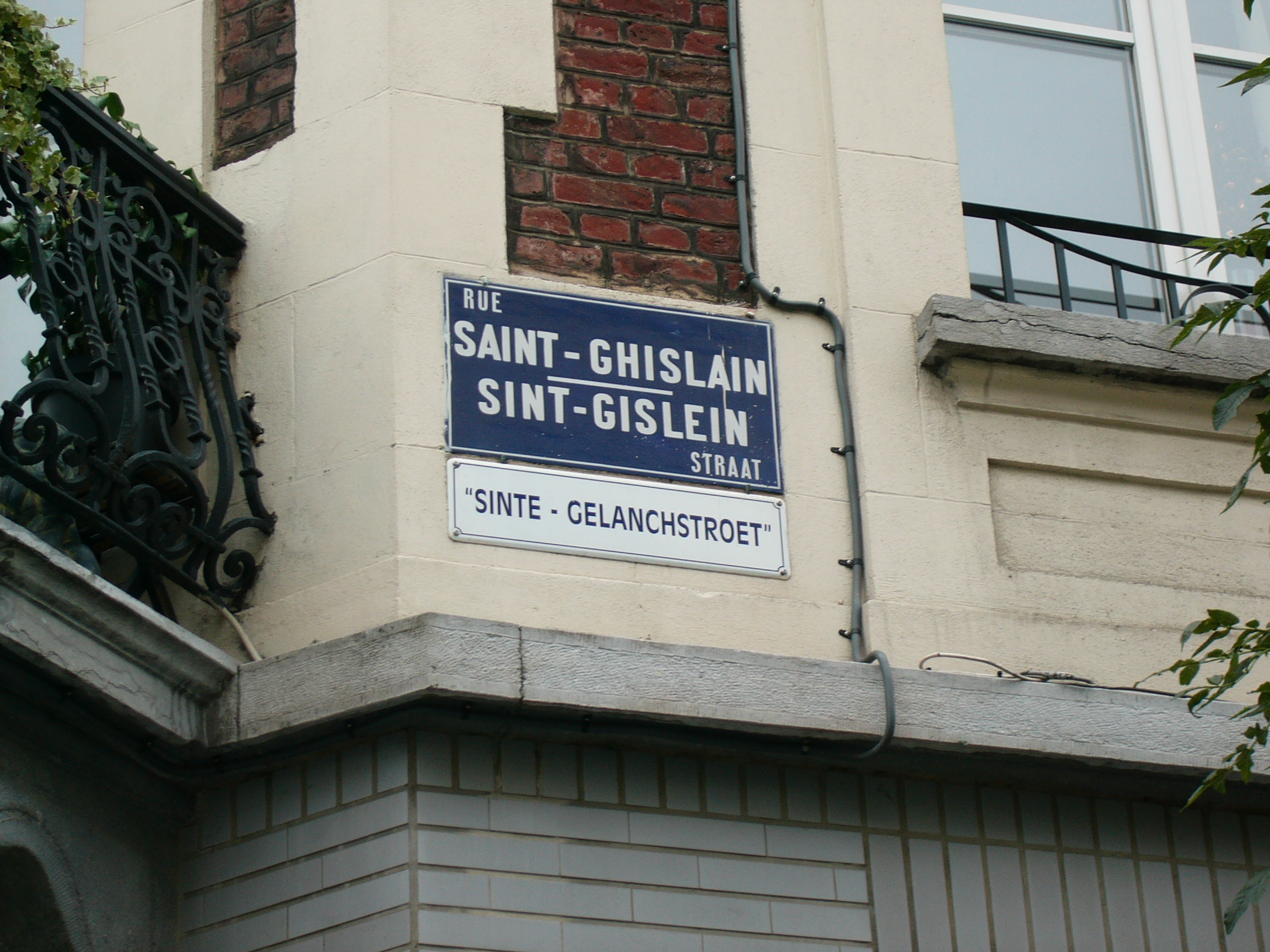
Plaque de rue en français et néerlandais (en bleu) et en bruxellois (en blanc).

Pour créer la langue arumbaya, l'auteur s'appuie sur le marollien, un dialecte bruxellois qu'il connaît bien,,,. Bien que francophone, il a grandi dans un milieu linguistique non homogène et ce dialecte parlé par sa grand-mère l'a durablement marqué,. Dans L'Oreille cassée, les Arumbayas s'expriment dans leur langue lorsqu'ils dialoguent avec Tintin, qui ne les comprend pas, mais les discussions entre membres de la tribu sont retranscrites en français par Hergé pour en faciliter la compréhension au lecteur.
Le dessinateur offre ainsi quelques jeux de mots aux locuteurs ou connaisseurs de ce dialecte. Par exemple, la formule de politesse « Karah bistoup ! » cache à peine le terme « carabistouille »,.

#### Le carnaval de Tapiocapolis
Si le carnaval de Tapiocalis, présenté dans Tintin et les Picaros, évoque celui de Rio, c'est surtout le carnaval de Nice qui inspire Hergé, « en particulier, la grosse tête du Roi », comme il l'explique dans ses entretiens avec Numa Sadoul,. Le groupe folklorique européen fictif des Joyeux Turlurons mêle diverses sources, les archives d'Hergé réunissant dans un dossier intitulé « Cortèges / Carnaval » des documents sur des groupes traditionnels belges de carnaval. On y retrouve les « Gilles » de Binche dont le costume est lui-même inspiré des fêtes de La Paz, en Bolivie. Hergé l'a sans doute appris dans un article du no 4745 de L'Illustration du 10 février 1934 qu'il possédait, les « Blancs Moussis » de Stavelot et les « Chinels » de Fosses-la-Ville. En entretien, Hergé liste aussi les « Gais Lurons » de Welkenraedt et les « Noirauds » du Conservatoire africain. Le chapeau de plumes des Joyeux Turlurons rappelle ceux des « Gilles », leurs masques ceux des « Blancs Moussis » avec leur long nez en forme de carotte, et leurs habits semblent tirés de ceux des « Chinels », à la découpe similaire et aux couleurs vives.

Modèles de groupes de carnaval pour les Joyeux Turlurons.
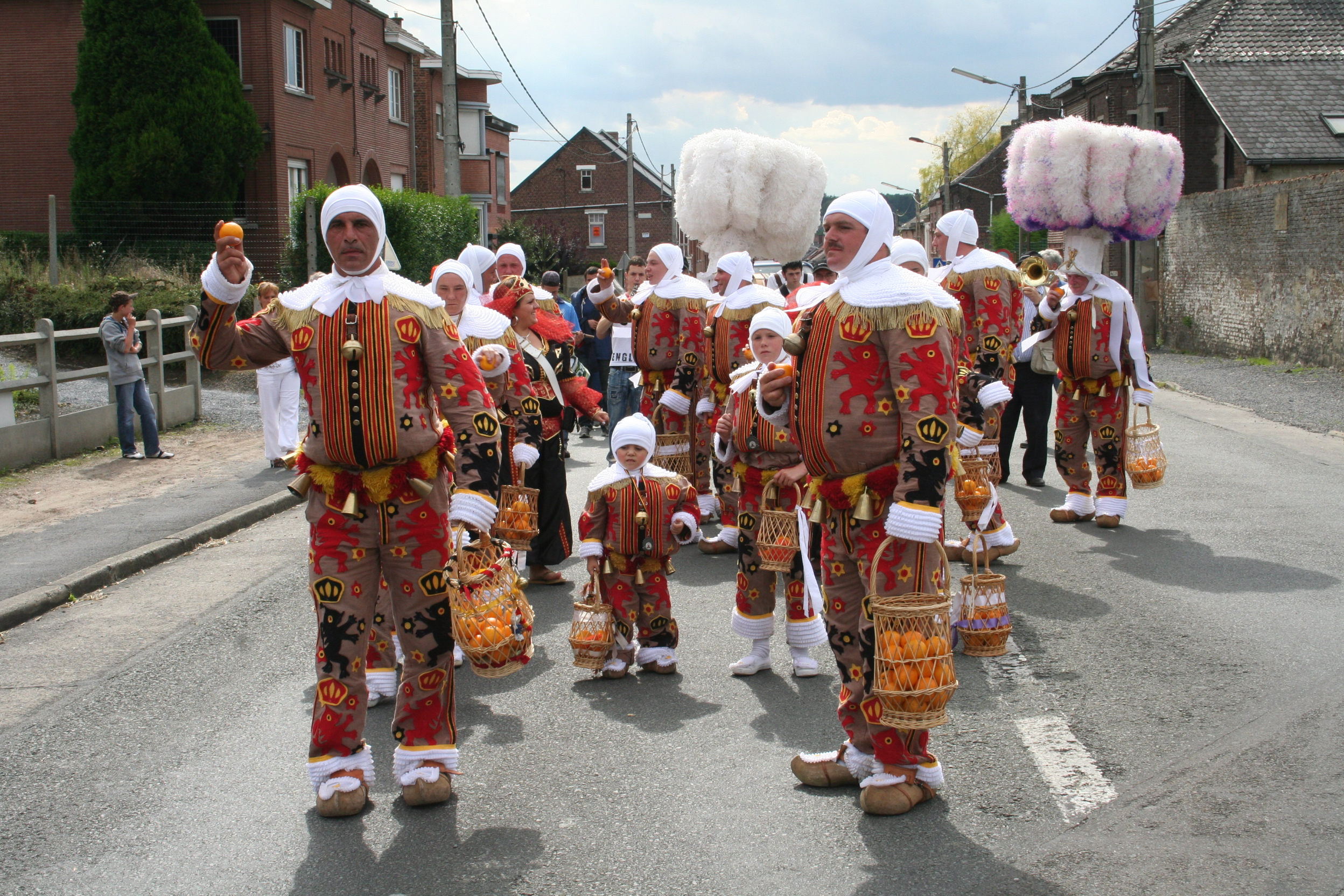
Une troupe de « Gilles » de Binche.
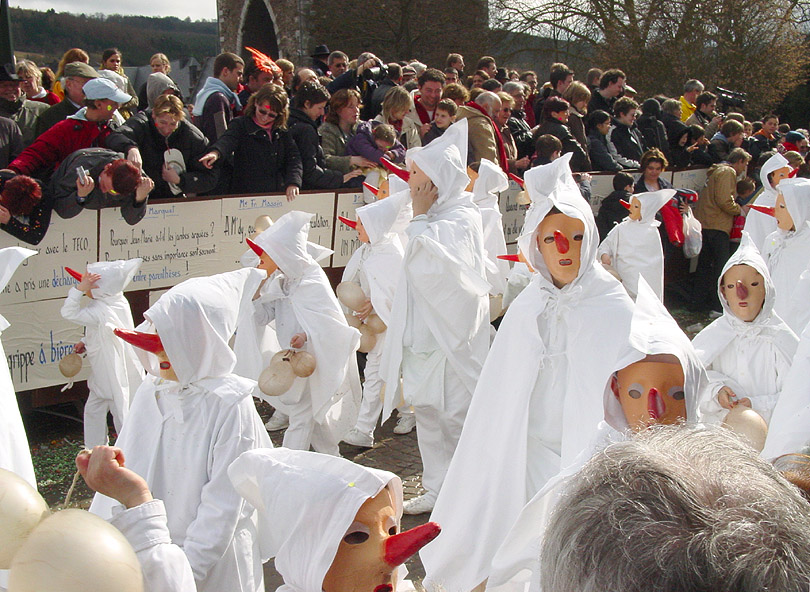
Une procession de « Blancs Moussis » de Stavelot.
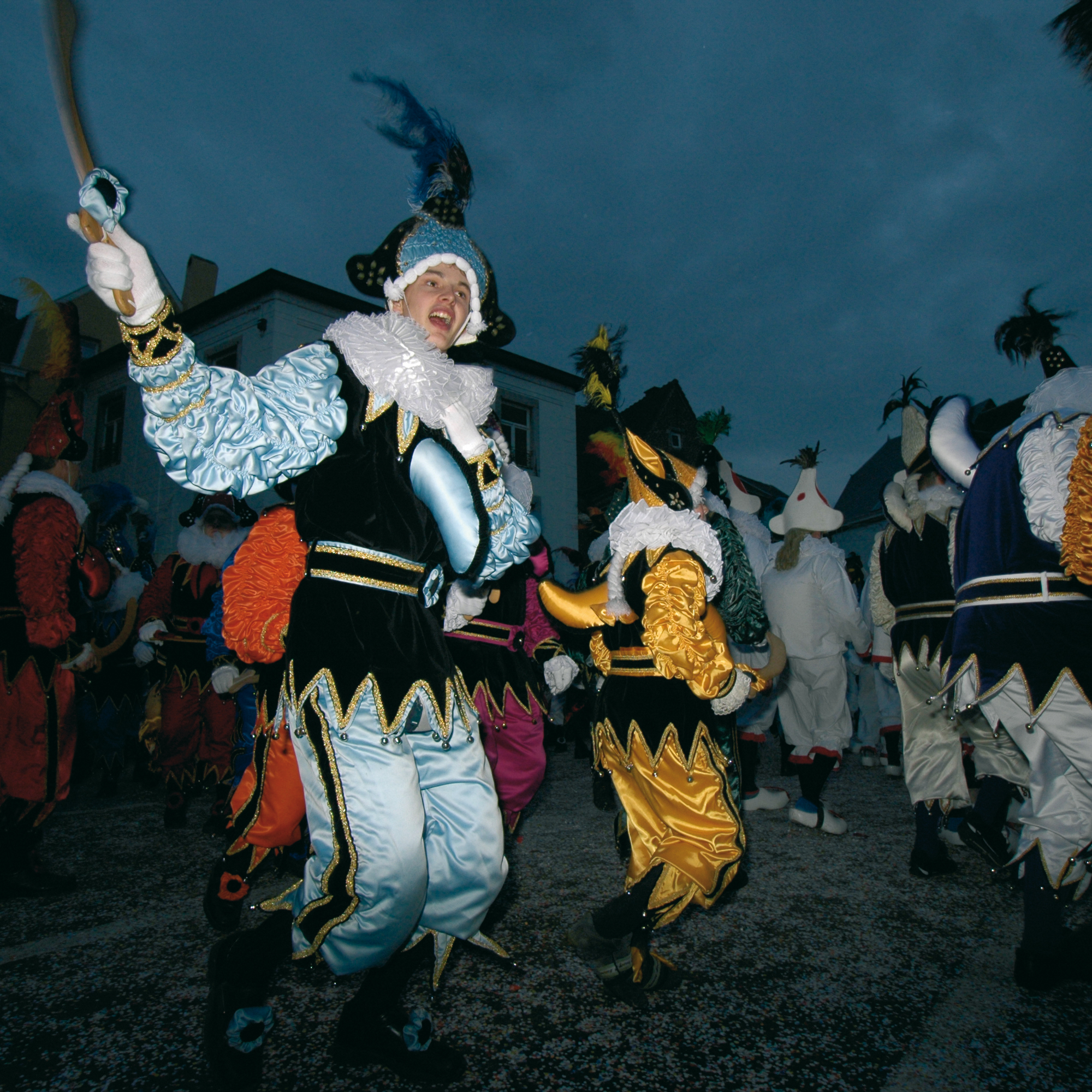
Des « Chinels » de Fosses-la-Ville.
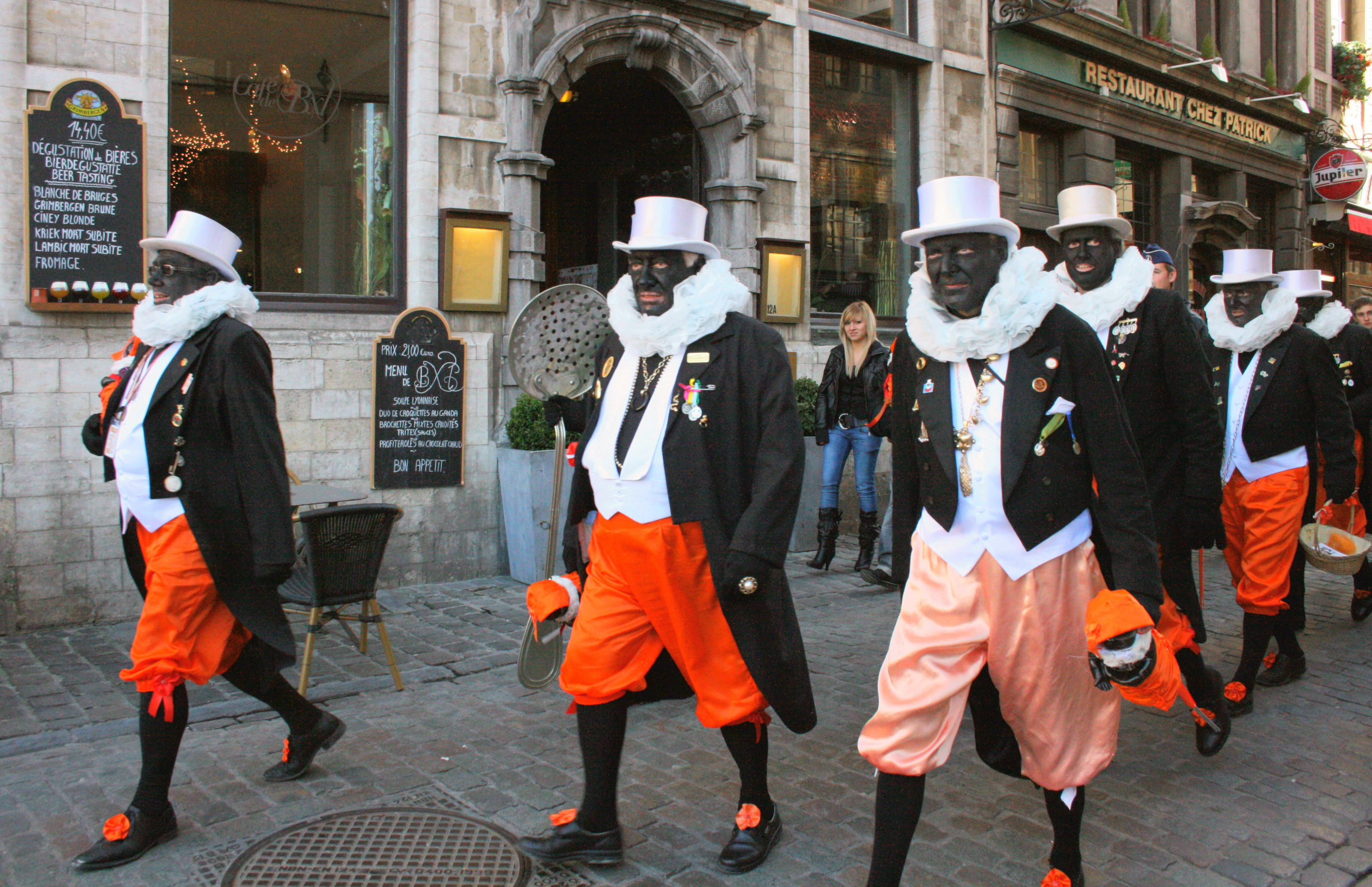
Un défilé de « Noirauds » du Conservatoire africain.

## Histoire
- À Trenxcoatl se trouve une pyramide paztèque, ressemblant à la pyramide précolombienne de Kukulcán[44].
- On retrouve aussi au San Theodoros les Indiens Arumbayas et Bibaros.
- C'est au XIXe siècle que le pays fut libéré par le général Olivaro (1805-1899).
- La capitale, d'abord nommée Las Dopicos, changera de nom pour Tapiocapolis puis Alcazaropolis.

## Allusions socio-politiques et géopolitiques
Hergé a dépeint le San Theodoros, pays fictif, à l'aide de stéréotypes (de façon plus marquée dans l'Oreille cassée) et d'allusions à la situation socio-politique de l'Amérique latine (de façon plus marquée dans Tintin et les Picaros). Ainsi l'armée théodorienne suit le cliché de l'« armée mexicaine » : plus de colonels que de caporaux (3 487 contre seulement 27) ; tandis que le nom du libérateur du San Theodoros, le général Olivaro, est une allusion à Simón Bolívar, libérateur d'une partie de l'Amérique du Sud. Le centre-ville de Tapiocapolis, qui sert de façade au pays, et qui cache la misère de la population, rappelle le Brésil des années 1970 et sa capitale Brasilia améliorée par l'architecture d'Oscar Niemeyer.
Dans Tintin et les Picaros, le contexte politique du San Theodoros est clairement inspiré de la guerre froide.
La direction du pays alterne au gré des coups d'État : le général Tapioca, converti en surface à la pensée de Plekszy-Gladz, est soutenu par la Bordurie (qui elle-même est une parodie des dictatures fascistes ou communistes selon les albums). Le général Alcazar, lui, serait soutenu en sous-main par l'International Banana Company, faisant allusion à l'United Fruit Company, entreprise américaine, alors que ses guérilleros ont des allures cubaines.

## Le régime politique
Lorsque Tintin arrive au San Theodoros (L'Oreille cassée), le général Tapioca en est le président. Craignant la révolution, il place des soldats dans toutes les rues. Le général Alcazar prend alors la tête de la révolution à la suite d'un coup d'État raté, ce qui lui permet de prendre le pouvoir pour de bon. Le général Tapioca prend la fuite avec le colonel Fernandez.
Contre l'avis de son nouvel aide de camp Tintin, le général Alcazar déclare la guerre au Nuevo Rico ; le but est d'annexer le territoire du Gran Chapo pour le compte de la General American Oil, tandis que le pays ennemi poursuit le même objectif sous demande de la Compagnie Anglaise des Pétroles Sud-Américains. Ce conflit parodie la guerre du Chaco qui opposa entre 1932 et 1935 la Bolivie soutenue par la Standard Oil, au Paraguay, soutenu par la Royal Dutch Petroleum Company (future Shell). Les agents des deux compagnies fictives rappellent les patrons des deux compagnies réelles : John Davison Rockefeller Junior et Henri Deterding.
Sur fausse dénonciation de la General American Oil qui voit d'un mauvais œil l'influence de cet idéaliste auprès du dictateur, le général Alcazar condamne par la suite le colonel Tintin à être fusillé pour trahison.
Quelque temps après, une nouvelle révolution éclate dans le pays, ramenant Tapioca au pouvoir. Le général Alcazar s’expatrie alors en Belgique et devient lanceur de poignards (Les Sept Boules de cristal).  Puis, le général revient finalement dans son pays. Mais par la suite, il s'en retourne une deuxième fois en Belgique pour acheter des avions à un trafiquant dans le but de mener une révolution (Coke en stock). Il renverse le général Tapioca dans le même mois et prend le pouvoir au San Theodoros.
Quelque temps plus tard, le général Tapioca renverse, une nouvelle fois, le général Alcazar avec l’aide, cette fois, de la Bordurie dirigée par le général Plekszy-Gladz, et donne alors son nom à la capitale : Tapiocapolis. Alcazar organise alors une nouvelle révolution avec l’aide de ses Picaros (ses partisans réfugiés dans la dense forêt) et de l’International Banana Company (Tintin et les Picaros). C’est le 22 février, le jour du carnaval, que la révolution éclate et remporte un franc succès. Le général Tapioca, pour la première fois capturé par son ennemi de toujours, est alors condamné à l’exil, sur demande expresse de Tintin qui est opposé à son exécution. Alcazar renommera la capitale en Alcazaropolis.

### Attitude des militaires
Dans L'Oreille Cassée, lorsqu'un militaire survient lors de l'exécution de Tintin et annonce le coup d'État du général Alcazar face au général Tapioca, le peloton d'exécution s'exclame « À mort le Tyran » à propos de Tapioca et Tintin est immédiatement gracié. Mais lorsqu'un second militaire surgit dans la minute pour cette fois annoncer le renversement d'Alcazar, au peloton de crier « À mort le Tyran » en parlant d'Alcazar et Tintin est de nouveau condamné à mort.
De la même manière, dans Tintin et les Picaros, à l'annonce du coup d'État, les anciens soldats de Tapioca sont enthousiastes à l'idée de fusiller un chef d'État déchu.
Ce gag souligne l'attachement de Hergé à démontrer que les révolutions qu'il évoque ainsi ne sont que brouillons idéologiques au sein du peuple, et que la bonne idéologie est celle du vainqueur. C'est ainsi la révolution d'une élite militaire et non du peuple. Hergé fait peut-être ici référence[réf. nécessaire] à la révolution soviétique car, comme Tintin au pays des Soviets l'avait montré, il fit preuve pendant l'avant-guerre d'un anticommunisme farouche.

### Personnalité des dictateurs
Au début de l'album Tintin et les Picaros, Tintin mentionne le fait que Tapioca est un horrible tyran, au point d'avoir renommé la capitale à son nom. Toutefois Alcazar fait ensuite de même au lieu de rétablir l'ancien nom.
Humainement, Alcazar est plutôt sympathique — il risque sa vie pour venir secourir Tintin alors qu'il est l'homme le plus recherché du pays. Malgré cela, Haddock souhaite rester neutre dans les affaires politiques, et Tintin répond qu'ils soutiennent Alcazar uniquement pour sauver les Dupondt et la Castafiore. Ces amis de Tintin étaient d'ailleurs menacés uniquement à cause de la rancune du conseiller bordure de Tapioca envers Tintin.
De plus, rien ne change vraiment pour les habitants du pays : le parallèle entre la première et la dernière case de l'album Tintin et les Picaros en est un témoignage flagrant. Dans la dernière case, les nouveaux vêtements des policiers, qui maintenant portent la barbe, est une claire allusion à Cuba et donc à l'exportation de sa révolution à d'autres pays d'Amérique latine, comme le Nicaragua. Le message de l'auteur est sans doute que le régime politique change, mais pas la vie et la misère et que les dictateurs sont cyniques et n'ont aucun attachement idéologique.
Les patronymes des chef d'État des généraux Alcazar et Mogador rappellent des noms de salles de spectacle : l'Alcazar étant le nom de plusieurs anciennes salles situées en Europe et le Mogador un théâtre se trouvant à Paris. D'ailleurs, enivré par l'alcool dans L'Oreille Cassée, Tintin déforme involontairement le nom du premier pour l'appeler Alhambra, évoquant cette fois un music-hall parisien. Quant au Général Tapioca, il porte le nom du tapioca, fécule produite à partir des racines du manioc, plante originaire d'Amérique latine.

### Rébellion
Dans L'Oreille cassée, des hommes s'organisent secrètement pour renverser le général Alcazar, habillés de ponchos noirs et portant des loups sur les yeux pour plus de sécurité. Ils accueillent un nouveau membre, qui n'est autre que l'ex colonel Diaz, rêvant de se venger du général, qui vient de le rétrograder en caporal. Toutes ses tentatives visant à le tuer échouent lamentablement et l'on suppose qu'il est mort dans l'explosion d'une bombe destinée au chef de l'état. Quant à ses associés, rien n'indique s'ils ont réussi à le renverser puisqu'on n'en entend plus parler par la suite.

## Personnages principaux

### Membres notables du gouvernement et de l’armée

#### Cabinet Tapioca
- Colonel Jimenez : colonel de l’armée régulière
- Colonel Fernandez : colonel en fuite
- Colonel Alvarez : colonel aide de camp du général Tapioca
- Colonel Esponja : colonel, conseiller technique au ministère de l'Intérieur. C'est en fait le colonel bordure Sponsz.

#### Administration Alcazar
- Colonel puis caporal Diaz : colonel aide de camp du général Alcazar puis caporal (renégat) de l’armée
- Colonel Tintin : colonel aide de camp du général Alcazar, successeur du colonel Diaz
- Colonel Juanitos : colonel de l’armée
- Ramon Bada : soldat de l’armée puis déserteur
- Alonzo Perez : soldat de l’armée puis déserteur

### Autochtones
Alors que le San Theodoros était initialement le territoire de la civilisation paztèque, on y trouve aujourd'hui deux tribus :

#### Les Arumbayas
- Selon Don José Trujillo, propriétaire de l'hacienda du Nuevo Rico chez qui Tintin est accueilli après avoir franchi la frontière (L'Oreille cassée), il s'agit des "plus féroces Indiens de toute l'Amérique du Sud". Dans la première version de l'histoire, il explique qu'il faut compter une quinzaine de jours de navigation pour les rejoindre[47].
- Ils ont comme chef Kaloma.
- Ils avaient à l’origine un diamant, qui aurait le pouvoir de protéger contre les morsures de serpent. Il fut dérobé lors d’une expédition, caché dans un fétiche offert aux explorateurs.
- Ridgewell, un explorateur anglais, s’est intégré à cette tribu.
- Ils aiment beaucoup le whisky Loch Lomond et la nourriture épicée.
- Ils ont comme armes des sarbacanes avec des fléchettes empoisonnées au curare, qu'ils conservent dans des carquois.
- Leurs huttes sont les répliques parfaites de celle du Venezuela figurant sur une photo de National Geographic, repérée par Hergé[45].

#### Les Bibaros
- Ils portent tous des toges bleues, sont très croyants, pratiquent le rétrécissement de la tête de la personne qu’ils ont capturée à la taille d'une pomme, ont comme armes des massues en bois et sont les ennemis des Arumbayas.
- Ils sont inspirés principalement par les Shuars (péjorativement nommés Jivaros), bien que leurs longues tuniques et leurs gourdins évoquent ceux des Lacandons[45].

Pour représenter le passage de Tintin dans ces deux tribus, Hergé s'est beaucoup inspiré des récits du Marquis Robert de Wavrin, explorateur belge auteur de films et d'articles sur l'Amérique du Sud.

## Faune et flore
- Flore : il y a beaucoup de bananiers, des palmiers et des arbres en tous genres dans la forêt. On extrait du curare de certaines plantes. Les nénuphars sont nombreux dans les étangs.
- Faune : les piranhas sont extrêmement nombreux dans les lacs et fleuves de même que les caïmans  ainsi que les anacondas qui mangent ces derniers. Dans les lacs, on trouve aussi des gymnotes, des sortes de poissons électriques. La forêt est aussi peuplée de singes.

## Caractéristiques socio-culturelles

### Tradition
Tous les ans, en février, le carnaval du San Theodoros a lieu. Des personnes venues de tous les pays du monde y participent. On peut d'ailleurs y voir des gens déguisés en personnages célèbres dans Tintin et les Picaros : Astérix, Mickey, Donald, Snoopy... De plus, un mannequin sur un char représente Groucho Marx.

### Gastronomie
Le whisky Loch Lomond est très apprécié par les tribus et par la population ce qui nécessite des importations. Une eau-de-vie du pays, l'aguardiente, est également très prisée. Elle est si forte qu'elle arrache des larmes au Capitaine Haddock, pourtant habitué aux boissons alcoolisées, dans Les Sept Boules de cristal. On peut en déduire l'appétence des San Théodoriens pour l'alcool.
La nourriture épicée semble être à la base de l'alimentation san théodorienne.

### Économie
La banque centrale du pays a pour nom Banco de la Nación et la compagnie aérienne nationale s'appelle Santaero. Dans Coke en stock, on apprend grâce à un billet de loterie trouvé dans le portefeuille d'Alcazar que le pays dispose également d'une Loteria Naciónal.
Le pays est très pauvre et beaucoup de gens vivent dans des bidonvilles, comme on s'en rend compte dans les Picaros. À deux reprises, on en voit où s'entassent des populations déshéritées, en particulier des Amérindiens. Ils sont similaires à ceux d'El Alto, dans la banlieue de La Paz.

## Armée, forces de sécurités  et guérillas aux San Theodoros
L'armée santhéodorienne est le pilier des régimes politiques successifs du pays. Elle est équipée de matériels européens : 
- Colt New Service,  Mauser belges, Mitrailleuses Maxim  et canon de 75 mm modèle 1897  lors de la Guerre du Gran Chapo (L'Oreille cassée).

Les révolutionnaires dans L'Oreille cassée portent un sombrero et des cartouchières en bandoulière, évoquant les fidèles de Pancho Villa, qui s'illustra lors de la révolution mexicaine.
Sous Tapioca, les soldats et policiers portent un uniforme, et surtout un casque, calqués sur celui de la Wehrmacht. Tandis que les uniformes sous Alcazar rappellent ceux des armées castristes, avec en plus, une lettre "A" (pour Alcazar, sans doute) inscrites devant le képi et sur le revers de leur col.

## Géographie

### Localisation
Bien que le San Theodoros et le Nuevo Rico représentent respectivement la Bolivie et le Paraguay, protagonistes de la guerre du Chaco, ces deux pays reprennent plus généralement des caractéristiques d'autres pays d'Amérique latine, rendant leur localisation difficile. Contrairement à ces deux pays réels, qui sont sans littoral, nos deux pays fictifs ont un accès à la mer, comme on l'apprend dans L'Oreille cassée. De plus, il est annoncé au début de Tintin et les Picaros que la tournée de la Castafiore  s'est effectué en Équateur, en Colombie et au Venezuela, avant de se poursuivre au San Theodoros. De toutes façons, lui et son voisin servent à Hergé pour représenter l'Amérique latine de manière générale, mêlant des caractéristiques de tous les pays la constituant, comme cela est évoqué le long de cet article.

### Las Dopicos
La capitale du San Theodoros se nomme initialement « Las Dopicos ». À la suite du denier coup d'état du général Tapioca (Tintin et les Picaros), la ville est renommée « Tapiocapolis », puis à la fin de l'album, à la suite de la reprise du pouvoir par le général Alcazar, « Alcazaropolis ».
La ville reprend des éléments de différentes grandes villes latino-américaines. Lors de l'atterrissage des personnages dans les Picaros (p. 11), on remarque plusieurs bâtiments modernes. L'un d'entre eux, avoisinant une immense œuvre d'art (inspirée d'une réalisation du sculpteur Marcel Arnould), ressemble au palais du Planalto, conçu par Oscar Niemeyer à Brasilia. La capitale du Brésil, construite la décennie précédent la publication de l'aventure, a sans doute servi pour la conception de cette ville fictive, qui évoque aussi Caracas.
De par son importance pour le pays, cette ville comporte plusieurs institutions culturelles, politiques et économiques importantes. Comme le cite le capitaine Haddock dans ce même album (p. 23), on y trouve un musée ethnographique, la maison natale du général Olivaro (le Libertador, d'après Simón Bolívar), un zoo, ainsi qu'une cathédrale de la Santissima Virgen Inmaculada Concepción. On y trouve aussi une Caserne San Juan V, où Tintin se rend lors de son débarquement, puis arrêter dans L'Oreille cassée, ainsi qu'une prison. Quant aux gouvernements qui se succèdent au fil des innombrables révolutions, ils prennent place dans un palais, dont l'allure reprend sans doute celle du palais du Gouvernement du Pérou, à Lima.
Plusieurs odonymes de la capitale sont mentionnés dans la série. Alors que le terroriste Diaz projette de faire sauter sa bombe dans L'Oreille cassée, deux horloges de rue nous apprennent l'existence d'une Calle del Sol et d'une Calle de Alcala.

### Reste du pays
Fuyant la capitale par la route du sud pour se rendre au Nuevo Rico, Tintin emprunte une route dangereuse dans les montagnes. Elle rappelle la route des Yungas, en Bolivie, célèbre pour son extrême dangerosité.